# Kje so tiste stezice (album)
Kje so tiste stezice je drugi studijski album Aleksandra Mežka, ki je izšel leta 1977 pri založbi ZKP RTV Ljubljana. Skladbe so bile posnete v studiu IBC Studios v Londonu.

## Seznam skladb
| A stran | A stran                                    | A stran |
| Št.     | Naslov                                     | Dolžina |
| ------- | ------------------------------------------ | ------- |
| 1.      | „Kje so tiste stezice‟ (slovenska narodna) | 0:45    |
| 2.      | „Možje v črnem‟ (J. Mitchell/A. Mežek)     | 3:18    |
| 3.      | „Novo jutro‟ (A. Mežek)                    | 4:55    |
| 4.      | „City Lullaby‟ (A. Mežek)                  | 3:57    |
| 5.      | „Zopet doma‟ (A. Mežek)                    | 3:21    |

| B stran | B stran                                  | B stran |
| Št.     | Naslov                                   | Dolžina |
| ------- | ---------------------------------------- | ------- |
| 1.      | „Siva pot‟ (J. Denver/A. Mežek)          | 2:33    |
| 2.      | „Ljubljanske ceste‟ (R. McTell/A. Mežek) | 4:00    |
| 3.      | „Roka‟ (A. Mežek)                        | 3:45    |
| 4.      | „Krila‟ (A. Mežek)                       | 3:27    |
| 5.      | „Run, run‟ (A. Mežek)                    | 3:41    |

## Zasedba
- Aleksander Mežek – akustična kitara, vokal
- Dave Cooke – klaviature, kitare
- Bill Thorpe – viola, violina
- Mike Copley – flavta
- Jim Russel – bobni
- Tim Hatwell – bas
- Derek Collins – saksofoni
- Brother James – tolkala